# كينيكومان
كينيكومان (بالإنجليزية: Kinnikuman)‏ هي سلسلة مانغا يابانية نشرت في مجلة شونن جمب الأسبوعية في الفترة من 1979 حتى 1987. فازت المانغا في عام 1984 بجائزة شوغاكوكان للمانغا في فئة الأطفال.